# Şevval İlayda Tarhan
Şevval İlayda Tarhan (* 4. Februar 2000 in Ankara) ist eine türkische Sportschützin.

## Erfolge
Şevval İlayda Tarhan wurde 2018 in Changwon mit der Luftpistole Junioren-Weltmeisterin und ein Jahr darauf in Osijek auch Junioren-Europameisterin. Bei den Erwachsenen belegte Tarhan 2022 bei den Mittelmeerspielen 2022 in Oran den vierten Platz mit der Luftpistole. 2023 folgte mit Yusuf Dikeç in der Mixedkonkurrenz mit der Luftpistole ein dritter Platz bei den Europameisterschaften in Tallinn. Bei den Weltmeisterschaften in Baku im selben Jahr erreichten Tarhan und Dikeç gemeinsam den zweiten Platz. Sie unterlagen im Finale den Indern Esha Singh und Shiva Narwal mit 10:16 Punkten. Die Europaspiele in Krakau schloss sie mit der Luftpistole im Einzel auf dem fünften Platz ab.
Bei den Olympischen Spielen 2024 in Paris ging Tarhan in drei Konkurrenzen an den Start. Mit der Luftpistole gelang ihr als Siebte die Qualifikation für das Finale, das sie ebenfalls auf dem siebten Platz beendete. Mit der Sportpistole kam sie hingegen nicht über den 21. Platz der Qualifikation hinaus und verpasste damit den Finaleinzug deutlich. Wesentlich erfolgreicher verlief für Tarhan das Mixed mit der Luftpistole. Mit Yusuf Dikeç stellte sie in der Qualifikation den olympischen Rekord von 582 Punkten ein, womit sich die beiden für das Duell um den Olympiasieg qualifizierten. Mit 14:16 unterlagen sie gegen die beiden Serben Zorana Arunović und Damir Mikec und erhielten damit die Silbermedaille.
Sie schloss ein Studium in Physical Education an der Gazi Üniversitesi ab.